# Adelphailurus

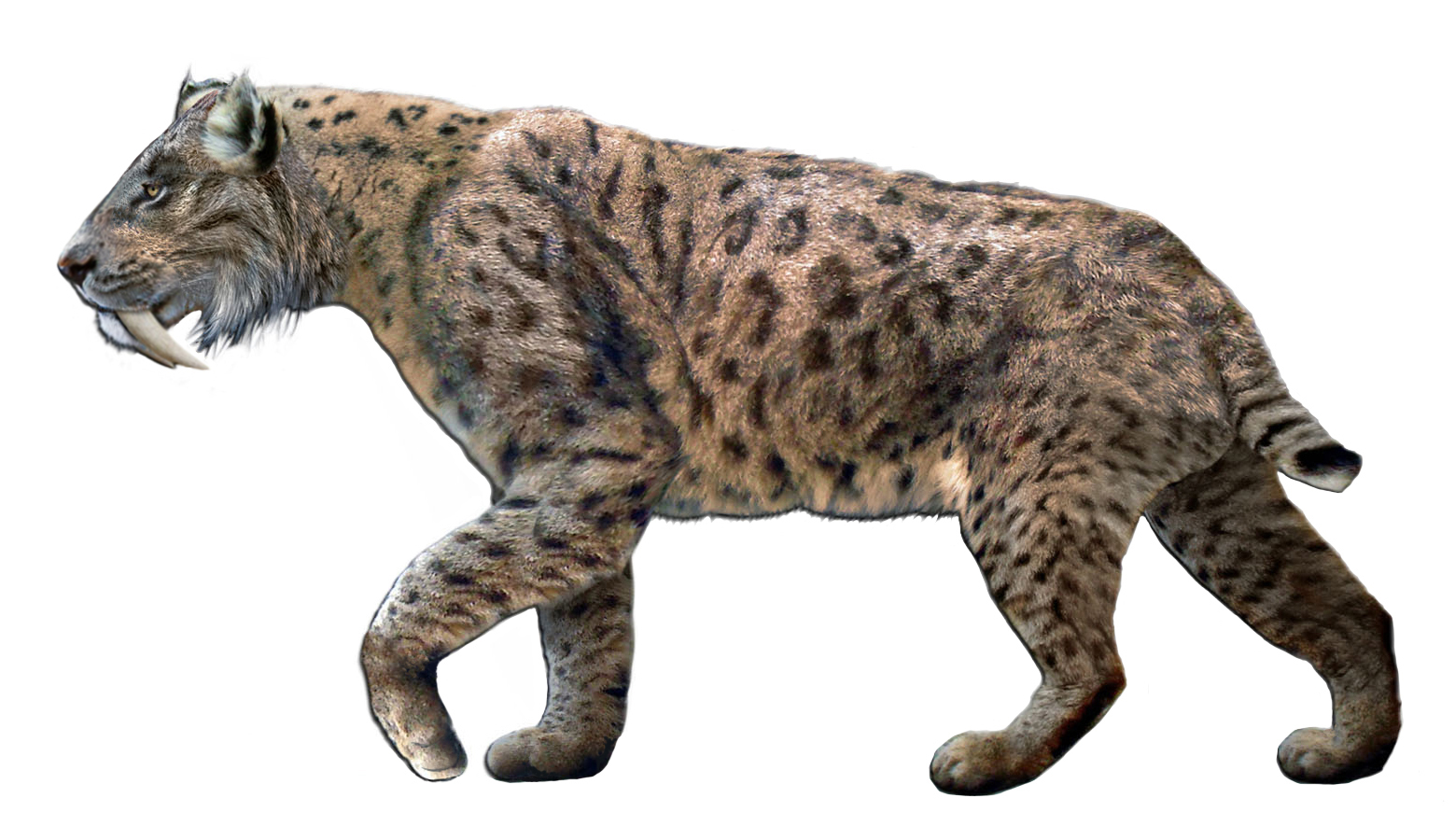
Restauración del Smilodon fatalis.

Adelphailurus es un género extinto de gatos de dientes de sable de la familia Felidae y de la tribu Metailurini que habitó el oeste de América del Norte durante el Mioceno, y que vivió entre 10,3 y 5,33 Ma y existió durante aproximadamente 4,97 millones de años.

## Taxonomía
Adelphailurus fue nombrado por Hibbard (1934). Su tipo es Adelphailurus kansensis. Fue asignado a Felidae por Hibbard (1934) y Carroll (1988); y a Machairodontinae por Martin (1998).

## Morfología

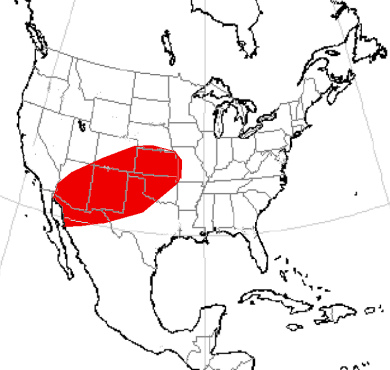
Rango de Adelphailurus basado en el registro fósil

Era un animal del tamaño de un puma concolor y puede haber tenido hábitos similares a los de un puma. Su cuerpo tenía la misma forma que un puma, excepto por un canino superior largo y comprimido. Esto colocaría a este gato en el grupo de los "falsos dientes de sable". Aparte de eso Adelphailurus tenía un segundo premolar superior retenido, lo cual es inusual para un gato.